# Antonio Manicone
Antonio Manicone (ur. 27 października 1966 w Mediolanie) – włoski piłkarz, występujący podczas kariery na pozycji pomocnika.

## Kariera klubowa
Karierę piłkarską Antonio Manicone rozpoczął w Interze Mediolan, którego jest wychowankiem w 1986. Nie mając większych szans na grę w pierwszej drużynie odszedł w 1986 do trzecioligowej Licaty. W 1987 został zawodnikiem czwartoligowego US Palermo, z którym rok później awansował do Serie C1. W 1989 przeszedł do drugoligowej Foggii, z którą dwa lata później rozgrywki Serie B. Nie zagrał jednak w pierwszej lidze, gdyż odszedł do drugoligowego Udinese Calcio, z którym rok później awansował do Serie A. W Udinese zadebiutował w Serie A 6 września 1992 w wygranym 2-1 meczu z Interem. W listopadzie 1992 powrócił do Interu. W barwach nerroazurrich zadebiutow96ał 3 stycznia 1993 w wygranym 4-0 meczu z Genoą. Ostatni raz w barwach czarno-niebieskich wystąpił 12 maja 1971 w przegranym 0-1 meczu ligowym z Romą. Z Interem zdobył wicemistrzostwo Włoch w 1993 oraz Puchar UEFA rok później (Manicone wystąpił w obu meczach finałowych z Austrią Salzburg). W Interze rozegrał 79 spotkań (59 w lidze, 11 w europejskich pucharach i 9 w Pucharze Włoch) oraz strzelił dwie bramki (1 w lidze i 1 w Pucharze UEFA z Borussią Dortmund).
W 1996 został zawodnikiem beniaminka Serie A – Perugia. Z Perugią najpierw spadł, by rok później powrócić do Serie A. W Perugii pożegnał się z Serie A, w której w latach 1992–1998 w Serie A Manicone rozegrał 106 spotkań, w których zdobył 3 bramki. W 1999 był zawodnikiem drugoligowej Cosenzy, a w latach 1999–2000 Lecco. Karierę zakończył w trzecioligowej Pro Patrii w 2003.
| Sezon     | Klub                   | Kraj   | Rozgrywki | Mecze | Bramki |
| --------- | ---------------------- | ------ | --------- | ----- | ------ |
| 1985/86   | Inter Mediolan         | Włochy | Serie A   | 0     | 0      |
| 1986/87   | Licata Calcio 1931     | Włochy | Serie C1  | 32    | 1      |
| 1987/88   | US Città di Palermo    | Włochy | Serie C2  | 31    | 3      |
| 1988/89   | US Città di Palermo    | Włochy | Serie C1  | 34    | 1      |
| 1989/90   | US Foggia              | Włochy | Serie B   | 32    | 0      |
| 1990/91   | US Foggia              | Włochy | Serie B   | 35    | 0      |
| 1991/92   | Udinese Calcio         | Włochy | Serie B   | 34    | 2      |
| 1992/93   | Udinese Calcio         | Włochy | Serie A   | 9     | 1      |
| 1992/93   | Inter Mediolan         | Włochy | Serie A   | 20    | 1      |
| 1993/94   | Inter Mediolan         | Włochy | Serie A   | 31    | 0      |
| 1994/95   | Inter Mediolan         | Włochy | Serie A   | 1     | 0      |
| 1994/95   | Genoa CFC              | Włochy | Serie A   | 25    | 1      |
| 1995/96   | Inter Mediolan         | Włochy | Serie A   | 7     | 0      |
| 1996/97   | Perugia Calcio         | Włochy | Serie A   | 12    | 0      |
| 1997/98   | Perugia Calcio         | Włochy | Serie B   | 11    | 0      |
| 1998/99   | Perugia Calcio         | Włochy | Serie A   | 1     | 0      |
| 1998/99   | Cosenza Calcio         | Włochy | Serie B   | 17    | 0      |
| 1999/2000 | Calcio Lecco 1912      | Włochy | Serie C1  | 31    | 0      |
| 2000/01   | Calcio Lecco 1912      | Włochy | Serie C1  | 5     | 0      |
| 2000/01   | Aurora Pro Patria 1919 | Włochy | Serie C2  | 26    | 0      |
| 2001/02   | Aurora Pro Patria 1919 | Włochy | Serie C2  | 29    | 0      |
| 2002/03   | Aurora Pro Patria 1919 | Włochy | Serie C1  | 15    | 1      |

## Kariera reprezentacyjna
Jedyny raz w reprezentacji Włoch Antonio Manicone wystąpił 22 września 1993 w wygranym 3-0 meczu eliminacji Mistrzostw Świata 1994 z Estonią.

## Kariera trenerska
Po zakończeniu kariery piłkarskiej Manicone został trenerem. W latach 2004–2012 szkolił młodzież w Interze. Następnie był asystentem Vladimira Petkovicia w S.S. Lazio, a także w reprezentacji Szwajcarii.